# Farní sbor Českobratrské církve evangelické ve Zlíně
Farní sbor Českobratrské církve evangelické ve Zlíně je sborem Českobratrské církve evangelické ve Zlíně. Sbor spadá pod Východomoravský seniorát.
Farářem sboru je Daniel Heller, kurátorkou sboru Janina Zemanová.

## Historie sboru
Samotné město Zlín nemělo dlouhou nekatolickou tradici. Jen za husitských válek je doloženo působení kněží podobojí. Šlechta na zlínském zámku byla vždy katolická. Při sčítání obyvatel roku 1880 se přihlásil k evangelické víře jediný člověk a do roku 1900 se počet evangelíků zvýšil na osm. Evangelický farář ze Zádveřic Josef Jadrníček se v letech 1919–1920 pokoušel ve Zlíně organizovat alespoň občasné bohoslužby na nejrůznějších místech. Účast však nebyla velká.
Překvapivě nestáli u zrodu kazatelské stanice evangelíci přicházející za prací do Baťových závodů, ale místní občané, kteří opustili katolickou církev v době velkého přestupového hnutí po vzniku Československé republiky.
Vznik samotného sboru je spojen hlavně s rodinou Mezírků, kteří přišli požádat zádveřického evangelického faráře Františka Pokoru, aby pokřtil nedávno narozeného syna v nebezpečí ohrožení života. Chlapec nedlouho poté zemřel a jeho pohřeb se stal příležitostí k prvnímu setkání, od něhož se začal odvíjet příběh zlínského sboru. Již v dubnu 1922 vznikla kazatelská stanice. Biblické hodiny se konaly u Mezírků v baťovském domku na Antonínově ulici a bohoslužby na nejrůznějších místech: v nově postavené Sokolovně, častěji pak na dívčím internátě firmy Baťa.
Roku 1928 byl zakoupen domek čp. 795 na Hluboké ulici, který byl adaptován na modlitebnu. V březnu 1935 se Zlín stal filiálním sborem zádveřické Českobratrské církve evangelické a přichází první farář Lubomír Moravec. K úplnému osamostatnění zlínského sboru došlo 1. dubna 1936.
Důležitým impulzem pro další rozvoj evangelického společenství ve Zlíně byla stavba moderního kostela dle projektu architekta Vladimíra Karfíka. Kostel byl otevřen na Velikonoční pondělí 29. března 1937. Průběh celé slavnosti byl výstižně popsán v Ročence sboru za rok 1937:
„Bylo velikonoční pondělí 29. března 1937. Celý týden před ním úzkostlivě pozorovali jsme barometr. Teprve na velikonoční neděli ukázalo se slunce; krásné počasí pak vydrželo do pondělí. Brzy ráno začali se sjížděti první hosté; přivážely je vlaky i autobusy nejen ze sborů valašských, nýbrž i ze Slovácka, od Břeclavi a Uh. Hradiště, z Hané, ba přijel plně obsazený autobus z Brna-Židenic, jiný z Heršpic u Slavkova, který dovezl známý pěvecký sbor heršpický. Rušno a radostno bylo v Hluboké ulici. Domy byly ozdobeny prapory; za to vděčíme laskavosti majitelů domů nejen našeho ale i jiných vyznání. Před 9. hodinou ranní shromáždilo se kolem kazatelny před modlitebnou na pět tisíc účastníků. Přišli, aby se s námi radovali a účastnili velkého dne. V 9 hodin vyšlo před modlitebnu duchovenstvo. (…) Pěvecký sbor ze Zádveřic zapěl žalm. Poslední kázání u modlitebny vykonal bratr farář Pokora. Po zpěvu písně ´Jezu rač Ty sám, cestu razit nám´, vydali jsme se ve velkém průvodu od modlitebny, která sloužila sboru téměř 9 roků za domov, k novému chrámu. V průvodu šly děti Nedělní školy, drůžičky s klíčem, duchovenstvo, staršovstvo sboru zlínského a zádveřického, zástupci úřadů a hosté, tři pěvecké sbory a posléze ostatní účastníci. (…) Po proslovu kurátora a předání klíče otevřel chrám synodní senior Dr. Josef Souček. Ač se do chrámu vměstnalo více než tisíc osob, přece většina zůstala před chrámem, kde vyslechla zpěv zádveřického sboru a řeč synodního rady Kamila Nagye, která zanechala ve všech posluchačích hluboký dojem. Zatím v chrámu konaly se slavnostní bohoslužby, při nichž odevzdal chrám jeho účelu a vykonal posvěcující modlitbu synodní senior.“

## Pravidelný sborový program
Úterý: 16:30 modlitební společenství, 18:00 biblická hodina, 19:10 zkouška pěveckého sboru
Pátek: 14:30 biblické vyučování pro děti, 15:30 farní kancelář
Neděle: 09:30 bohoslužby
Aktuální pravidelný program a další akce mimo pravidelný týdenní program najdete vždy ve sborovém kalendáři.

## Společenství v evangelickém kostele
Za celou historii sboru se v kostele na Slovenské ulici scházela kromě domácího sboru Českobratrské církve evangelické také Církev československá husitská, Církev bratrská (tyto dodnes), dále Církev adventistů sedmého dne a sbor Bratrské jednoty baptistů. V prosinci 2015 přistoupila do sboru větší skupina křesťanů z bývalého společenství Křesťanských sborů.

## Faráři sboru
- Lubomír Moravec (1936–1953)
- Lubomír Hána (1954–1965)
- Miloslav Hájek (1965–1977)
- Jiří Kabíček (1978–2006)
- Otakar Mikoláš (1993–1994)
- Petr Pivoňka (2006–2021)
- Daniel Heller (od 9/2024)